# Miguel Penha Chiquitano
Miguel Oswaldo Penha (Cuiabá, 6 de setembro de 1961), também conhecido como Miguel Penha Chiquitano, é um pintor e artista plástico brasileiro.

## Biografia e carreira
Penha nasceu em Cuiabá em 1961. Ele é filho de indígenas bolivianos. Seu pai é lavrador e ceramista, ja sua mãe, indígena do povo bororo. O artista viveu por muito tempo em aldeias indígenas, onde experimentou o contato direto com a natureza e adquiriu gosto pelo naturalismo. Seu interesse por arte aflorou aos dez anos de idade, quando começou a desenhar.
Aos 18 anos de idade, Penha ingressa no curso de História da Arte, na Fundação Nacional de Artes (Funarte), em Brasília. Na década de 1980, começa a participar de diversas exposições coletivas e individuais em Brasília, São Paulo, Porto Seguro, Goiânia, Teresina, Macapá, Manaus, Porto Velho, Belém e São Luís, além de Bolívia, Áustria e Alemanha.
Em 2009, Penha recebeu o Prêmio Marcantônio Vilaça, concedido pela Funarte.
Desde 2014, ele tem realizado exposições em diferentes regiões do Brasil, destacando-se entre elas: Dentro da Mata realizada no Paço das Artes, São Paulo, em 2014 e Terra Rara realizada no Museu de Arte e Cultura Popular da Universidade Federal de Mato Grosso em Cuiabá em 2016. O pintor também participou do 20.º Festival de Arte Contemporânea Sesc Videobrasil no Sesc Pompeia, São Paulo, em 2017, além de ter integrado a Bienal de Lille, na França, em 2019.
O artista é autodidata e também se inspira em Salvador Dalí.